# Campo di sterminio di Bełżec
Il campo di sterminio di Bełżec o lager di Bełżec (pronuncia [ˈbɛwʒɛts]) fu con Chełmno, Sobibór, Treblinka e Auschwitz-Birkenau uno dei principali campi di sterminio del regime nazista durante l'Olocausto.
Situato nell'est della Polonia occupata, a circa due chilometri dalla stazione ferroviaria di Bełżec, un piccolo villaggio nel distretto di Tomaszów Lubelski, nel Governatorato Generale, fu realizzato in primo luogo per l'eliminazione degli ebrei che risiedevano nelle zone circostanti, in seguito ai programmi tedeschi di «arianizzazione» delle zone polacche conquistate dopo l'invasione tedesca.
Divenuto operativo dal 17 marzo 1942 fu (con Sobibór e Treblinka) uno dei tre campi di sterminio che, sul modello di quello di Chełmno, furono aperti nel 1942 nell'est della Polonia occupata, al fine di attuare l'Operazione Reinhard (in tedesco: Aktion Reinhardt) nome in codice dato dai nazisti al progetto di sterminio degli ebrei in Polonia.
A Bełżec furono sperimentate le prime camere a gas fisse con il monossido per lo sterminio ebraico su vasta scala. Chełmno non aveva camere a gas fisse ma mobili, 3 autobus con i tubi dello scarico del monossido di carbonio del motore convogliati all'interno sigillato. Bełżec, che funzionò fino alla fine di giugno 1943, fece da modello ai successivi campi di Sobibór e Treblinka. A Bełżec i corpi delle vittime furono inizialmente sepolti in sterminate fosse comuni e solo in un secondo momento furono riesumati e cremati.
Uno tra i campi più micidiali dell'intero universo concentrazionario nazista come numero di vittime, Bełżec fu la tomba di centinaia di migliaia di uomini, donne e bambini provenienti in massima parte dallo svuotamento dei ghetti ebraici dell'est. Vi furono sterminati anche polacchi, militari sovietici e zingari.
Il campo è stato infine liberato dall'Armata Rossa nell'estate 1944.

## Contesto storico
Bełżec fu appositamente eretto e ubicato geograficamente nell'Europa Orientale, nel quadro dell'eliminazione di tutta la presenza israelita nella Galizia e nelle aree adiacenti, al fine di "arianizzarle", renderle "Judenfrei", cioè ripulite dagli Ebrei e anche da altri "indesiderabili" come slavi e zingari, per rendere questi territori pronti per essere annessi alla Germania. Una pulizia etnica doverosa, secondo i canoni del Generalplan Ost (Piano Generale per l'Est, GPO). Oltre al totale genocidio ebraico, il Generalplan Ost prevedeva il genocidio, l'espulsione, la riduzione in schiavitù o la germanizzazione per la maggior parte dei polacchi, dei cechi, degli zingari e degli altri popoli slavi che ancora vivevano nei nuovi territori dell'est, caduti sotto l'occupazione tedesca, e che sarebbero stati colonizzati dal Terzo Reich a guerra vinta. Per quanto riguarda i polacchi, si prevedeva che nel 1952 sarebbero stati lasciati in vita solo 3-4 milioni di coloro che risiedevano nell'ex Polonia e il loro compito sarebbe essenzialmente stato quello di servire da manodopera schiava per i colonizzatori tedeschi. La follia nazista del Generalplan Ost prevedeva che 50 anni dopo la guerra, ci sarebbe stato lo sterminio e/o l'espulsione di più di 50 milioni di slavi oltre gli Urali, la catena montuosa probabilmente prevista come il successivo confine tedesco. Questo piano faceva parte del famoso progetto Lebensraum, lo spazio vitale nazista, per rendere possibile l'insediamento tedesco in questi territori dell'est che i nazisti consideravano già parte integrante della futura grande Germania.

## Storia del campo
Prima di Bełżec, all'inizio del 1940, era già stato in funzione nella stessa zona, un campo di lavoro coatto per gli ebrei di Lublino, impegnati nello scavo di un grande fossato anticarro di protezione al confine con l'Unione Sovietica. Terminato il lavoro il campo fu smantellato.

### La costruzione
Il 13 ottobre 1941, Heinrich Himmler diede al comandante delle SS e della polizia del distretto di Lublino, Brigadeführer Odilo Globočnik, nel corso di una conferenza, due ordini strettamente correlati: iniziare il processo di "arianizzazione" dell'area di Zamość, nel voivodato di Lublino, ed iniziare la costruzione del primo campo di sterminio del Governatorato Generale a Bełżec.
Il sito di Bełżec venne scelto per tre motivi principali:
- era situato in una zona isolata, circondata da grandi boschi di conifere ai confini tra i distretti (voivodati) di Lublino e Rawa Ruska nella Galizia orientale e quindi indicato allo scopo dello sterminio dei numerosi ebrei presenti di quella zona;[9][10]
- era situato vicino alla stazione ferroviaria di Bełżec collegata a sua volta, alla grande linea principale che congiungeva Varsavia, Lublino, Rawa Ruska e Leopoli, semplificando così i problemi di trasporto dei deportati verso il campo;[11]
- sul confine nord del progettato campo era presente un fossato anticarro scavato precedentemente per ragioni militari e che avrebbe potuto servire come prima fossa comune per i corpi dei deportati uccisi.

L'esperto in costruzioni SS-Obersturmführer Richard Thomalla incaricato da Globocnik, iniziò i lavori di costruzione il 1º novembre 1941 con l'aiuto di manodopera polacca locale e, in seguito, di collaborazionisti ucraini provenienti da Trawniki, un campo dove venivano addestrati, nel contesto dell'Operazione Reinhard, ex-prigionieri di guerra che avevano deciso di collaborare con i tedeschi. Più tardi vennero impiegati per la costruzione anche deportati ebrei. L'installazione venne completata negli ultimi giorni di febbraio del 1942.

### Lo sterminio nel campo
Le tre camere a gas di Bełżec iniziarono ad operare ufficialmente il 17 marzo 1942, la data fissata per l'inizio dell'Aktion Reinhard. Le prime vittime furono gli ebrei deportati dai ghetti di Lublino e Leopoli.
In queste prime operazioni di sterminio si verificarono numerosi inconvenienti tecnici: il meccanismo delle camere era ancora problematico e normalmente solo una o due erano operative contemporaneamente causando così ritardi. Inoltre i corpi, sepolti in fosse e ricoperti solo di un sottile strato di terra, si gonfiavano a seguito del processo di putrefazione e, come risultato delle fughe di gas corporei prodotti, la copertura delle fosse si fendeva, obbligando ad un nuovo lavoro di copertura. Questo inconveniente venne corretto nei campi di sterminio successivi con l'introduzione dei forni crematori.
Presto ci si rese conto che le tre camere a gas originali erano insufficienti per completare il "lavoro" pianificato, in particolar modo con il numero crescente di convogli provenienti da Cracovia e Leopoli. Venne così costruito un nuovo complesso di sei camere a gas in cemento, ognuna di 4 × 8 metri (alcune fonti citano 4 × 5 metri), demolendo contemporaneamente le camere a gas in legno. Il nuovo complesso, in grado di servire 1.000 vittime per volta, venne imitato per gli altri due campi di sterminio dell'Aktion Reinhard: Sobibór e Treblinka.

### L'occultamento del massacro

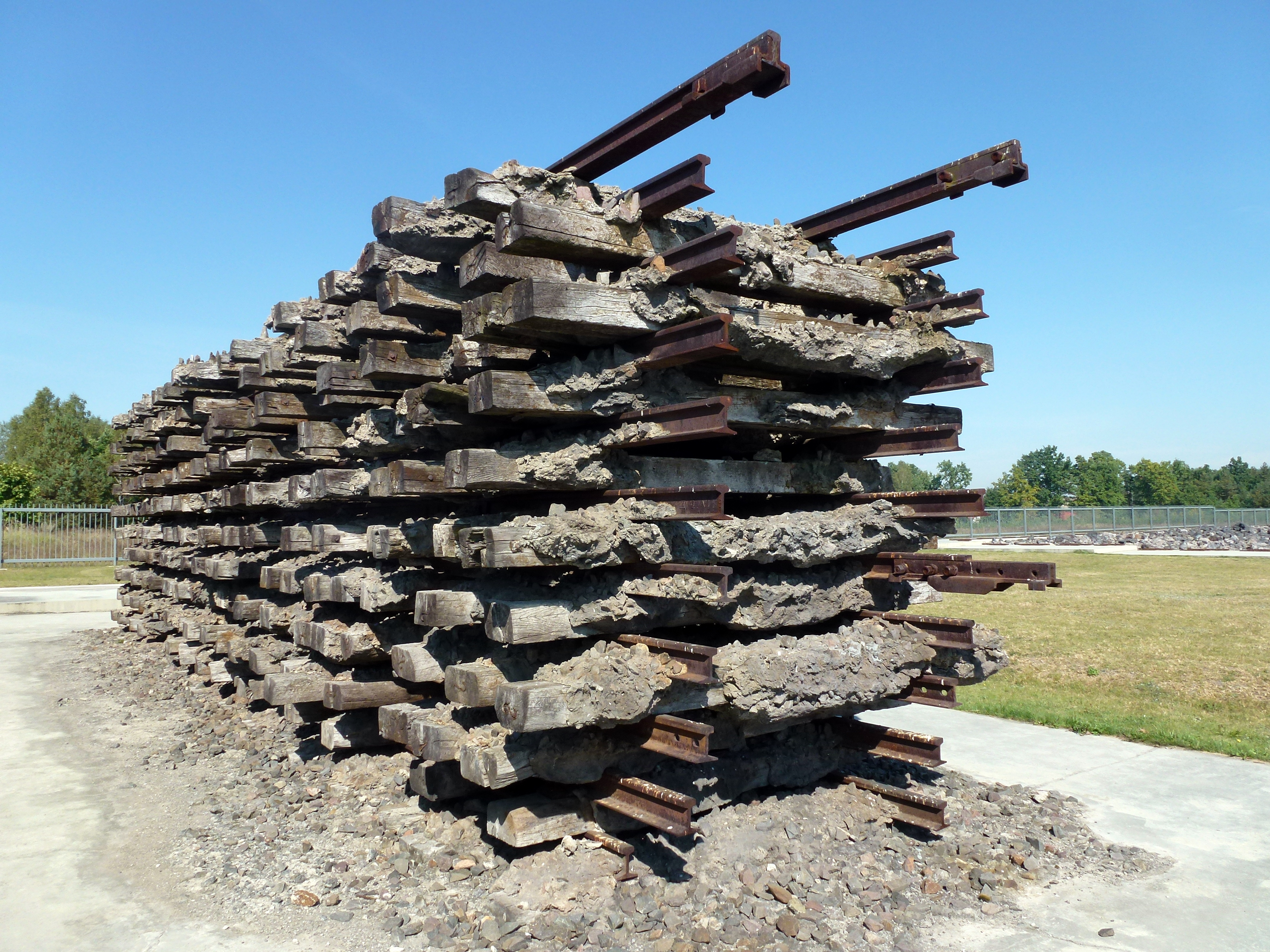
Memoriale del campo di Bełżec, monumento con resti dei binari della ferrovia accatastati

L'11 dicembre 1942, l'ultimo trasporto di ebrei arrivò a Bełżec. Per questa data la maggior parte degli ebrei dell'area servita da Bełżec erano stati quasi completamente sterminati. Per i pochi rimasti si reputò che il nuovo grande complesso in costruzione ad Auschwitz potesse essere utilizzato in maniera più economica.
Per ordine di Himmler, per nascondere le prove del massacro avvenuto, a partire dal novembre 1942 e fino al marzo 1943 tutti i corpi delle vittime vennero riesumati e cremati su grandi pire di legna alternate con binari da uno speciale Sonderkommando 1005 composto da ebrei. Le ossa rimaste dopo il processo di cremazione vennero triturate da una speciale macchina e disperse nell'area del campo. Terminate le cremazioni, nella primavera del 1943, il campo di Bełżec venne completamente distrutto: le baracche e le camere a gas vennero smantellate e gli elementi recuperati inviati a Majdanek dove servirono alla costruzione del campo. L'intera area venne camuffata piantando abeti e lupini selvatici. Le villette esterne al campo, proprietà delle ferrovie polacche prima della guerra, vennero lasciate intatte. Gli uomini del Sonderkommando 1005, una volta terminato il compito, vennero inviati a Sobibor, dove vennero sterminati a loro volta.

## La direzione del campo
Il campo ebbe due comandanti: 

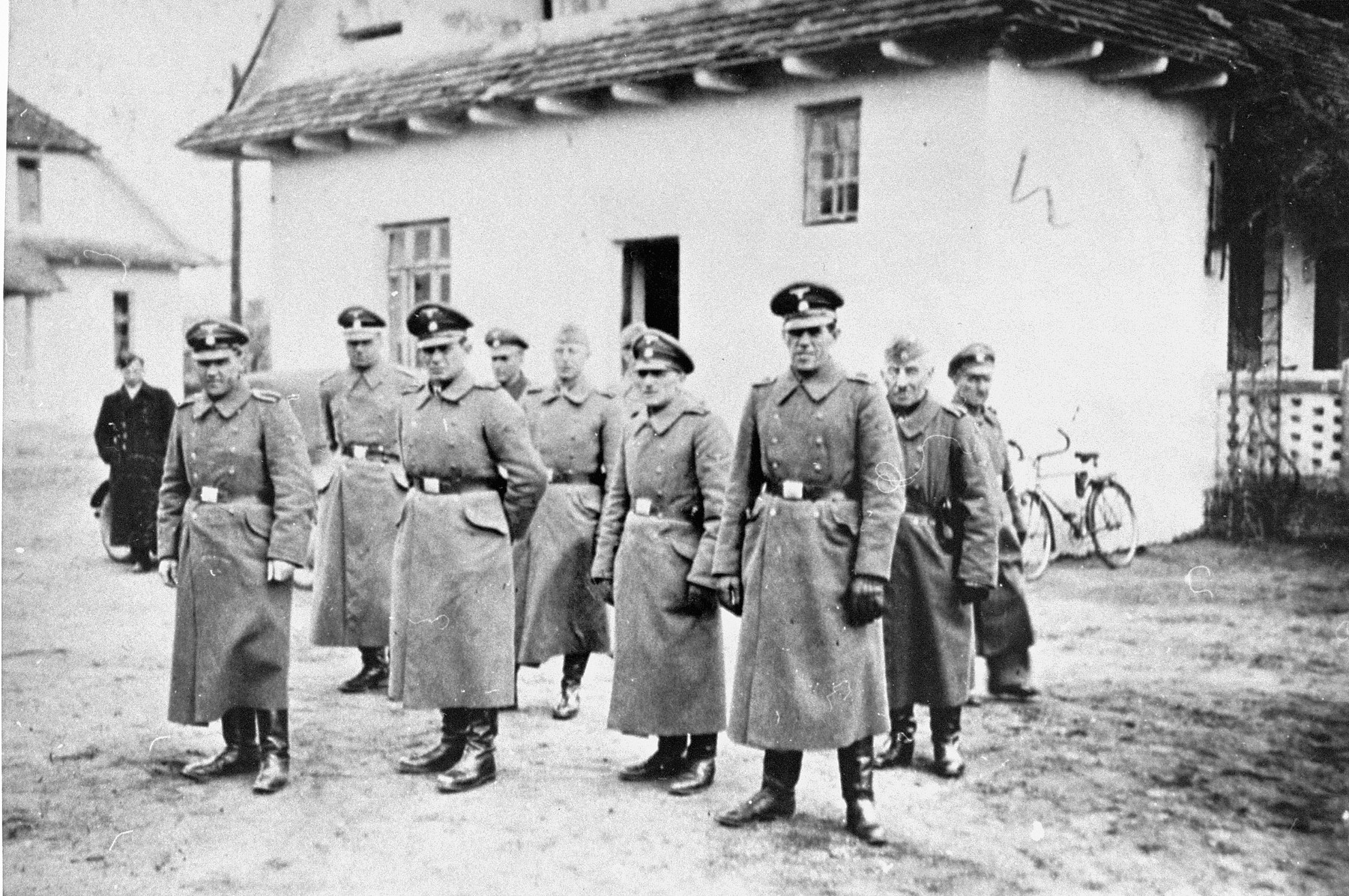
Ufficiali delle SS fotografati all'esterno del perimetro del campo di Bełżec. Lorenz Hackenholt è il terzo da destra.

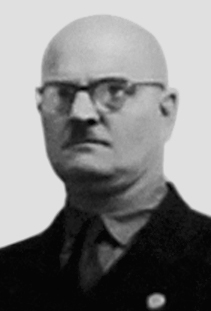
Christian Wirth, il primo comandante del campo.

- SS-Sturmbannführer Christian Wirth, dicembre 1941 - agosto 1942[22][23]
- SS-Hauptscharführer Gottlieb Hering, agosto 1942 - dicembre 1942

Entrambi - come la maggior parte dei loro collaboratori - fin dal 1940 erano stati coinvolti nel programma di "eutanasia" T4, volto all'eliminazione di coloro che soffrivano di disturbi psichici ed handicap fisici. Wirth era stato supervisore dei sei istituti di eutanasia presenti nel Reich, Hering in qualità di comandante dei servizi non medici a Sonnenstein e Hadamar. In qualità di partecipante ai primi "esperimenti" di uccisione mediante gas di persone disabili in Brandeburgo, Wirth divenne subito un "esperto" in uccisioni di massa e per questo venne scelto come primo comandante del primo campo di sterminio del Governatorato Generale.
Il processo di sterminio era diretto da Lorenz Hackenholt, dalle guardie ucraine del campo e da un assistente ebreo. Un piccolo gruppo di ebrei era a disposizione del campo, organizzato in un Sonderkommando, per eseguire tutti i lavori manuali richiesti dallo sterminio: rimuovere i corpi dalle camere a gas, bruciarli, raccogliere e smistare l'abbigliamento delle vittime, ecc. Il Sonderkommando veniva periodicamente sterminato a sua volta e rimpiazzato con nuovi deportati per evitare l'organizzazione di rivolte all'interno del campo da parte di coloro che conoscevano il triste destino che li aspettava.
Il primo comandante del campo Christian Wirth venne ucciso dai partigiani alla fine di maggio 1944 in Italia, nei pressi di Trieste. Il suo successore Gottlieb Hering servì per breve tempo dopo la guerra come comandante della polizia criminale di Heilbronn e morì nell'autunno 1945 in ospedale. Lorenz Hackenholt sopravvisse alla guerra, ma fece perdere le sue tracce e non venne mai ritrovato. Sette appartenenti all'SS-Sonderkommando Belzec (il reparto responsabili delle operazioni di sterminio a Bełżec) vennero incriminati a Monaco, in Germania, dopo la guerra. Solo uno, Josef Oberhauser, venne processato nel 1965 e condannato a quattro anni e mezzo di prigione.

## I metodi di sterminio
Questi campi furono veri e propri mattatoi umani, costruiti in ottemperanza alle disposizioni dell'Aktion Reinhard per l'attuazione della "Soluzione finale del problema ebraico", voluta da Hitler già nel 1941, che diede origine al genocidio tristemente noto come Olocausto.

### Il trasporto e l'arrivo delle vittime

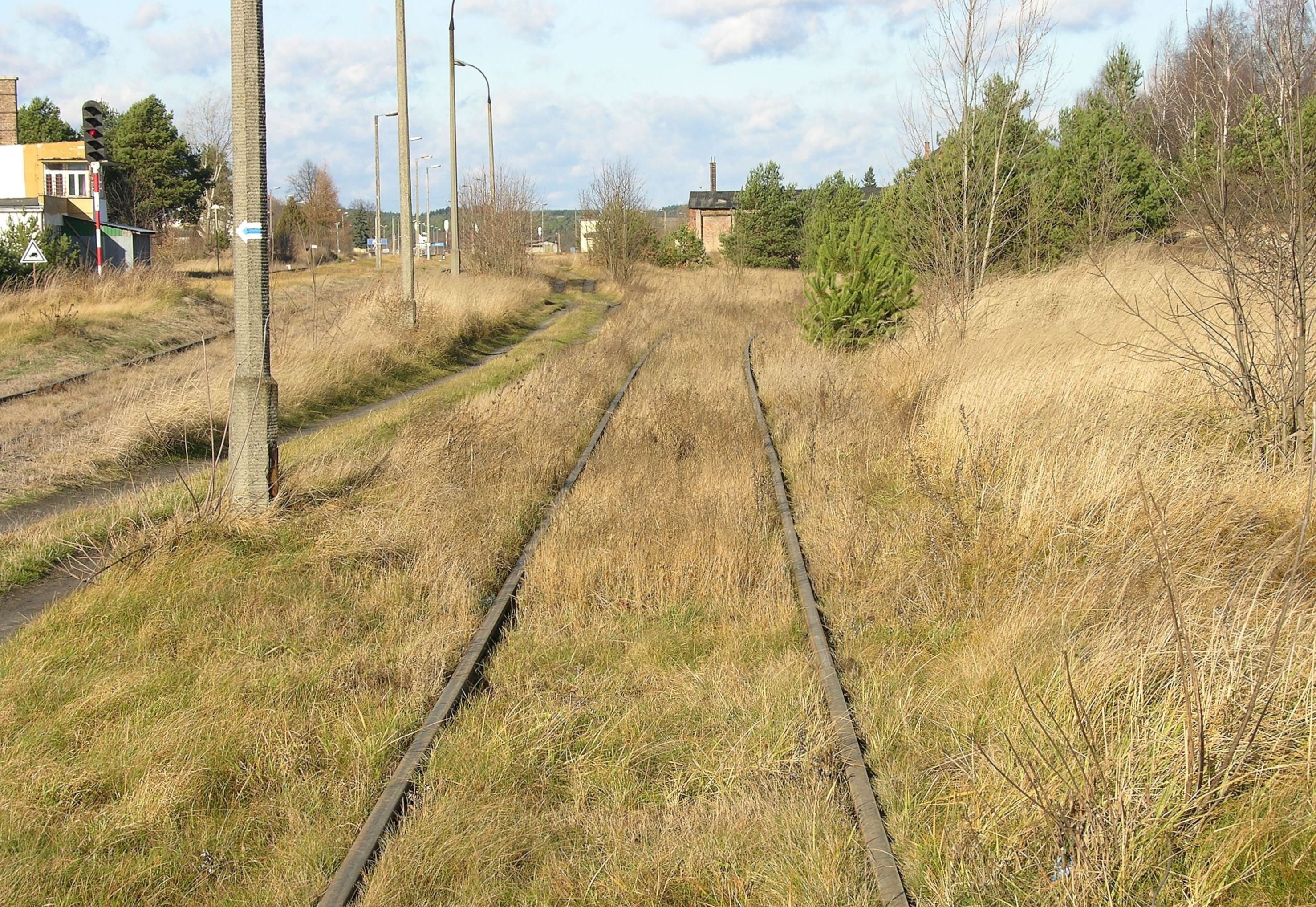
Binari della ferrovia che conduce all'area del campo

I treni dei deportati che arrivavano erano formati mediamente da 40-60 vagoni, contenenti mediamente un centinaio di persone a vagone. Sovente, però, in un vagone che poteva contenere al massimo 50-60 persone, se ne stipavano fino a 200 usando fruste, bastoni, secondo una tecnica consolidata. I trasporti erano eseguiti in condizioni indescrivibili per le vittime: senza mangiare o bere, privi di servizi igienici, i deportati erano coperti dai loro escrementi; molti soffocavano per mancanza d'aria e morivano nella turba dei corpi pressati così all'inverosimile che i morti rimanevano in piedi.
I treni stazionavano in un piccolo scalo e a circa 15 vagoni alla volta, entravano nel lager, scaricando le vittime sulla banchina del campo di sterminio. In quattro - cinque ore al massimo si "trattava" un intero treno. In seguito al raddoppio delle camere a gas, fu aggiunta una seconda rampa per consentire uno scarico di 40 vagoni contemporaneamente.
Non vi erano selezioni per il lavoro all'arrivo, né baracche per la detenzione dei prigionieri, né immatricolazioni, salvo per quelli della manovalanza del lager e lo smaltimento dei cadaveri; questo perché a Bełżec non si sterminava con il lavoro ma solo direttamente con il gas.
I nuovi condannati appena giunti, udivano dagli altoparlanti la voce suadente del comandante, alternata a musica, che dava loro il benvenuto e chiedeva la loro collaborazione, spiegando che erano arrivati in un campo di transito, dov'era necessario, per prassi igienica, essere inviati alle docce per un bagno di pulizia, avere disinfettati gli abiti e che le donne avessero tagliati i capelli; in seguito ci sarebbe stata una calda zuppa fumante. Una volta ripuliti e rifocillati sarebbero poi stati smistati verso nuovi e piacevoli insediamenti ebraici di lavoro; molti applaudivano contenti e ringraziavano il comandante.

### Le tecniche di dissimulazione
Era necessario mantenere il più possibile la calma tra le vittime per riuscire a portarle senza intoppi dentro le camere a gas. Quelli che mostravano irrequietezza, che davano in escandescenze o aizzavano la folla, venivano portati alla "fossa di esecuzione", un luogo appartato in cui venivano uccisi sul momento con armi di piccolo calibro. Panico e/o ribellioni avrebbero ritardato le operazioni di sterminio e ostacolato le partenze dei treni verso il lager e l'arrivo di quelli già in viaggio.
Alle vittime veniva ordinato di fare tutto di corsa, in modo da non lasciar loro nemmeno il tempo di pensare; lungo il percorso che conduceva alle camere a gas c'erano cartelli che davano indicazioni sul bagno e la disinfezione, finti tubi e finti irroratori d'acqua. All'ingresso dell'edificio, c'era una grande stella di David, per illudere le vittime che si trattasse di bagni riservati agli Ebrei. Vi era anche un cartello con su scritto "Fondazione Hackenholt", una specie di firma di Lorenz Hackenholt, il principale responsabile della costruzione e della gestione delle camere a gas di Bełżec.

### Le camere a gas
Dai treni, dopo l'espropriazione dei beni, la svestizione e il taglio dei capelli femminili, in due turni, gli uomini e poi le donne con i bambini, passavano subito alle rozze installazioni di sterminio con il falso pretesto del bagno di pulizia. I deportati trovavano tre piccole camere a gas in baracche di legno, camuffate da sala docce (in seguito furono ricostruite in cemento in numero di sei). Qui venivano chiusi dentro dopo essere stati stipati all'inverosimile, con le mani alzate per occupare meno spazio possibile, tenendo in alto neonati e i bambini più piccoli; così si aumentava la capienza e si riduceva lo spazio d'aria con conseguente diminuzione dei tempi di gasamento. Era tecnica consolidata anche accendere e spegnere la luce nelle camere, poco prima dell'immissione del gas; ciò innescava il panico che aumentava di molto la respirazione e quindi anche l'efficacia del gas. Le vittime morivano in circa 30 minuti di atroci spasimi. Dopo l'uccisione veniva aperta la porta situata di fronte a quella d'ingresso e i corpi cadevano fuori; i "dentisti" del Sonderkommando estraevano l'eventuale oro odontoiatrico dalla bocca delle vittime e controllavano minuziosamente che nessun oggetto di valore fosse nascosto sui corpi. Non vi erano forni crematori e i cadaveri vennero seppelliti in decine e decine di estese fosse comuni.
Fu probabilmente di Wirth l'idea di applicare il metodo di uccisione utilizzato nel corso del programma T-4, basato su monossido di carbonio, a delle camere a gas in muratura. Le esperienze precedenti fatte presso il campo di Chełmno, basate su grossi autocarri attrezzati con un collegamento tra gas di scarico e un rimorchio sigillato contenente i deportati da uccidere, non si erano infatti dimostrate abbastanza efficienti per l'elevato numero di vittime che era stato pianificato di eliminare a Bełżec. Per ragioni economiche e di trasporto, Wirth non utilizzò composti industriali di monossido di carbonio come era stato fatto nel programma T-4, ma usò il gas di produzione assai economica e semplice, ricavato dagli scarichi di motori diesel di carri armati russi presi sul Fronte orientale. Il gas era convogliato all'interno delle camere a gas da un sistema di condutture. Wirth, alla ricerca di metodi sempre più "efficienti" di sterminio, sperimentò anche l'utilizzo di Zyklon B (acido cianidrico), che si prestava meglio del monossido di carbonio in caso di basse temperature esterne.
Per i piccoli trasporti di ebrei e zingari su brevi distanze, una versione rimpicciolita della tecnica basata su autocarri a gas venne utilizzata anche a Bełżec: Lorenz Hackenholt, primo operatore delle camere a gas, ricostruì, con l'aiuto di artigiani locali, un autocarro Opel Blitz precedentemente adibito al servizio postale come furgone a gas. Un membro del personale di guardia testimoniò successivamente che le ragazze ebree adibite agli uffici del campo vennero uccise su questo autocarro negli ultimi giorni di operatività di Bełżec.

## La struttura del campo

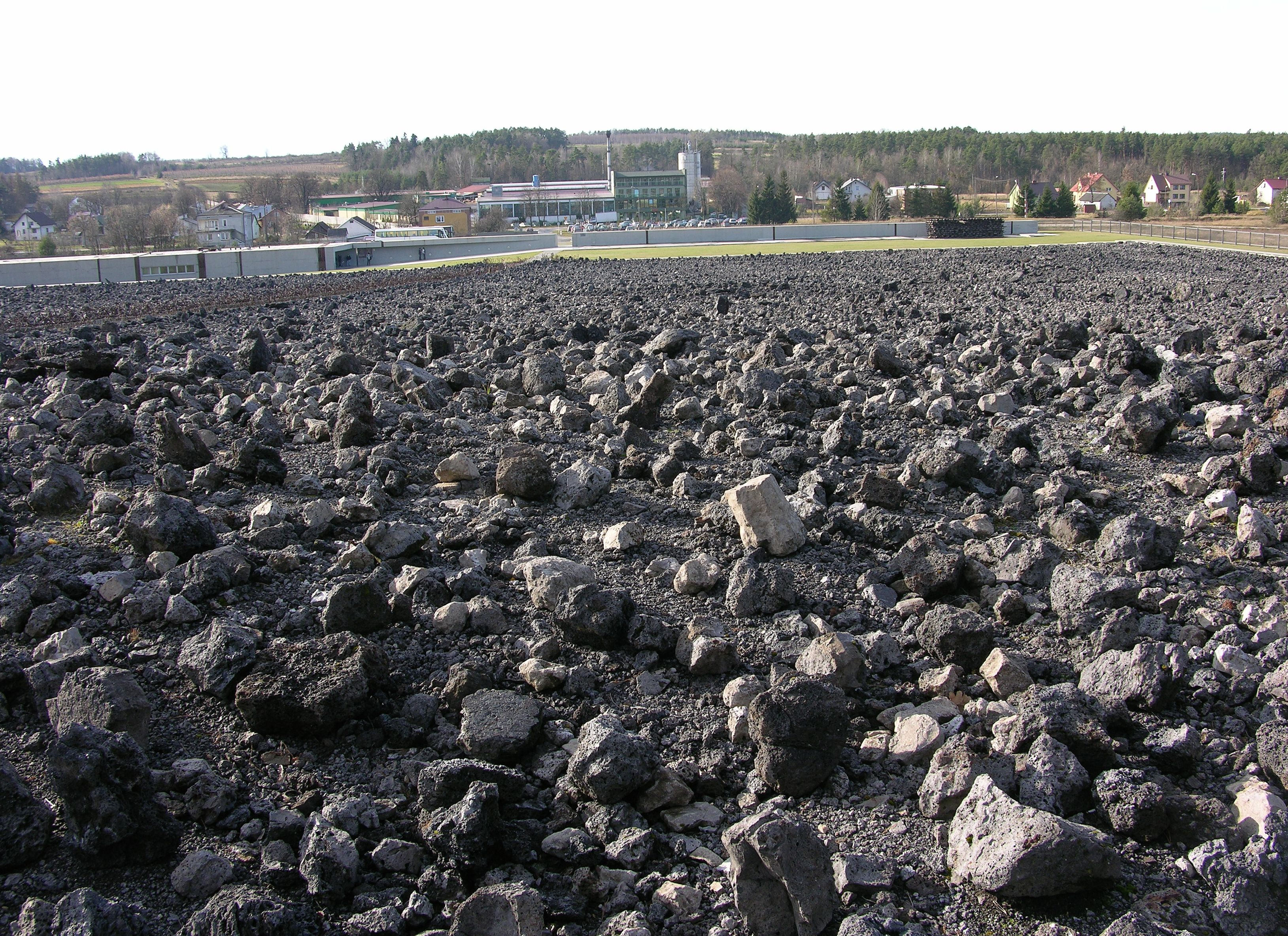
L'area del campo oggi

L'intero campo occupava un'area relativamente piccola, quasi quadrata. Tre lati misuravano 275 m; il quarto lato, a sud, era lungo 265 m. Vi era una doppia recinzione di filo spinato. La recinzione esterna era camuffata con rami d'albero per coprire alla vista esterna ciò che avveniva nel campo. Durante la successiva riorganizzazione del lager, lo spazio tra le due recinzioni venne riempito con spirali di filo spinato. Sul lato est, vi era una ripida pendenza di una collina e vi venne eretta una barriera di contenimento; essa era formata da tavole di legno fissate su tronchi d'albero. Successivamente, una seconda barriera di legno venne innalzata lungo il lato della strada ai piedi della ripida pendenza ad est del campo. Una fila di alberi fu piantata tra la recinzione esterna a ovest e la linea ferroviaria Lublino - Leopoli, sempre per coprire alla vista il lager dai treni che passavano.
Vennero costruite quattro torri di osservazione: lungo i lati nord-est e nord-ovest, all'angolo sud-ovest e nel punto più occidentale del campo. La torre a nord-est fu costruita sulla cima di un bunker in cemento, nel punto più alto del terreno di Belzec, fornendo una eccellente posizione di vista favorevole su tutto l'intero campo. Una quinta torre al centro del campo dominava l'intera lunghezza del "Manicotto" (conosciuto anche come "il Tubo"), ovvero il passaggio di filo spinato anche qui ricoperto di rami intrecciati, che conduceva alle camere a gas. Sulle torri di osservazione agli angoli erano posizionati i Trawnikimänner (Ucraini Volksdeutsche del campo di lavoro di Trawniki), armati di fucili. La torre centrale era equipaggiata con una mitragliatrice pesante e proiettori per il controllo notturno.
Nella seconda fase dell'esistenza del campo vennero erette ulteriori torri di osservazione, inclusa una posizionata all'estremità lontana della rampa ferroviaria. La guardiola, in cui erano costantemente presenti SS e ucraini, fu collocata vicino al cancello di entrata sul lato ovest. Esisteva una zona separata per le guardie collaborazioniste ucraine ad est del cancello principale. Quest'area includeva tre baracche, comprendenti due grandi capanne e una più piccola struttura. La prima grande costruzione fu usata come alloggio per i Trawnikimänner. La seconda ospitava un'infermeria, un dentista e un barbiere. La terza e più piccola struttura fu utilizzata come cucina e spaccio (mensa).
Il personale tedesco di guardia al campo e l'amministrazione risiedevano in due villette fuori dal campo, nei pressi della strada principale.
Bełżec era diviso in due sezioni:
- il Campo I, nella parte settentrionale e occidentale, che includeva gli alloggiamenti delle guardie ucraine, le officine, le baracche per gli uomini del Sonderkommando, gli spogliatoi per le vittime, la rampa ferroviaria e l'area di ricezione dei convogli in arrivo.
- il Campo II che conteneva le camere a gas e le grandi fosse comuni.

l Campo I e il Campo II erano separati da una barriera camuffata in cui si aprivano due cancelli, uno a est dell'autorimessa delle SS, e l'altro vicino all'estremità della rampa. Da questo punto un sentiero conduceva, su per la collina attraverso la foresta, ad una fossa di esecuzione. Un passaggio chiamato "die Schleuse", ("il Manicotto" o "Tubo") venne costruito, largo 2 m e lungo 100 m, racchiuso su entrambi i lati da recinzioni coperte da rami fittamente intrecciati nel filo spinato. Il passaggio collegava le baracche di svestizione nel Campo I alle camere a gas nel Campo II. Una rete di camuffamento venne distesa sopra il tetto dell'edificio che alloggiava le camere a gas, allo scopo di impedire osservazioni aeree.
Il campo fu dotato di un binario lungo circa 2 km che dall'interno del campo si collegava con la linea principale a 400 metri dalla stazione di Bełżec; a sua volta questa stazione era collegata al grande snodo ferroviario di Rawa Ruska (oggi in Ucraina), a 14 km da Bełżec. Le linee ferroviarie principali di Leopoli - Lublino, Stanislawow in Oriente e Rzeszów, Przemyśl, Tarnów e Cracovia, nel sud-ovest, erano tutte collegate insieme attraverso il punto di diramazione di Rawa Ruska; ciò era assai ottimale per la grande deportazione verso Bełżec.
Un binario ferroviario lungo 200 m conduceva attraverso il cancello posto al lato nord-ovest del campo. Un secondo cancello interno venne costruito nel punto in cui i due raccordi dentro il campo divergevano, vicino all'inizio della seconda rampa. Un "recinto di detenzione" (uno spiazzo recintato all'aperto) all'estremità più lontana della seconda rampa fu utilizzato per l'”eccesso di deportati” dagli enormi successivi trasporti; qui si assistevano a scene di panico e di terrore strazianti, ogni volta che si sentiva il rumore del motore del carrarmato accendersi per la gassazione. I prigionieri avevano due baracche di svestizione, una per donne e bambini, l'altra per gli uomini.
Le fosse comuni avevano una dimensione media di 20 m x 30 m x 6 m di profondità. Se ne sono contate fino a 33. Queste fosse comuni erano collocate nelle sezioni a nord-est, est e sud del campo. In seguito due baracche, che costituivano l'alloggiamento e la cucina, furono erette nel Campo II per i prigionieri Ebrei del Sonderkommando.

## Orrori di Bełżec
Il tenente delle SS Kurt Gerstein, che lavorava nel dipartimento di disinfezione delle SS, venne comandato di effettuare una consegna di Zyklon B a Bełżec. Rimase così sconvolto per quello che vide che decise di nascondere i contenitori del gas e confessò ad un diplomatico svedese le sue impressioni. Egli raccontò di aver assistito all'arrivo di 45 vagoni riempiti con 6700 ebrei, la maggior parte dei quali erano già morti. I superstiti vennero condotti nudi alle camere a gas, dove: 
(tratto da Yitzhak Arad, Belzec, Sobibor, Treblinka: the Operation Reinhard Death Camps)
Chaim Hirszman ricordò:
(Thomas Kues, La testimonianza di Chaim Hirszman)
In aprile 1942 Franz Stangl, futuro comandante di Sobibòr, visitò Bełżec per un incontro con il comandante Wirth. Stangl fu inorridito alla vista delle enormi fosse, pieni di migliaia di corpi, e ricordò:
(Sereny, Gitta, Into That Darkness - From Mercy Killing to Mass Murder)
Himmler si era reso conto che la guerra era perduta e intimorito specialmente per le conseguenze personali, ordinò di cancellare ogni traccia degli eccidi avvenuti e distruggere i campi più vicini all'avanzata dell'Armata Rossa. Hering delegò Gley e Friedrich Tauscher ad iniziare questo lavoro a Bełżec, assistiti da Hackenholt, che aveva a sua disposizione un'escavatrice meccanica per il recupero dei corpi. Nel periodo inizio novembre 1942 e marzo 1943, 434.000 - 500.000 corpi vennero cremati su quattro o cinque graticole formate da tronconi di binari. Per mesi l'intera area si trovò sotto una pesante cappa di fumo nero oleoso. Gli abitanti locali scrostarono dalle loro finestre grasso umano. I tentativi di distruggere tutte le prove furono facilitati dall'utilizzo di una macchina trita - ossa (proveniente dal campo di lavoro di Janowska), manovrata da un certo "Szpilke".
Tra la fine del 1997 e l'inizio del 1998 è stata condotto sul sito del campo di Bełżec un accurato esame archeologico, visto che non erano ancora stati costruiti memoriali sul complesso. L'indagine è stata condotta da Andrzej Kola, direttore del dipartimento di archeologia subacquea dell'Università di Torun e da Mieczyslaw Gora, curatore anziano del Museo di archeologia ed etnologia di Łódź. Il gruppo ha identificato i raccordi ferroviari che conducevano al campo e i ruderi di numerosi edifici. Sono state inoltre scoperte 33 fosse comuni, la più grande di 70 x 20 metri. Il gruppo ha stimato di aver ritrovato almeno 15.000 corpi non completamente bruciati e:
«La più grande fossa comune ... conteneva resti umani non bruciati (parti di teschi con capelli e pelle). Lo strato inferiore delle fosse consisteva di diversi centimetri di spessore di grasso umano annerito. Una fossa conteneva ossa umane intatte, così fittamente accatastate che la perforatrice non era in grado di penetrarle.»

## Conteggio delle vittime
Dopo la guerra, Eugeniusz Strojt in un articolo per il Bollettino della Commissione per le investigazioni sui crimini tedeschi in Polonia, stima che nel campo di Bełżec fossero state uccise 600.000 persone. Questa stima è ampiamente accettata in letteratura. Raul Hilberg indica un numero di 550.000 vittime. Yitzhak Arad invece indica 600.000 come valore minimo e il totale del suoi calcoli mostra che le deportazioni a Bełżec superarono i 500.000. J. Marszalek stima 500.000 vittime, Robin O'Neil 800.000, Dieter Pohl e Peter invece stimano un valore compreso tra 480.000 e 540.000. Michael Tregenza invece scrive della possibilità che a Bełżec siano morte 1.000.000 di persone.
Yitzhak Arad scrive di essersi dovuto basare in parte sui libri di Yizkor che non garantiscono di dare stime esatte del numero dei deportati. Arad si basa inoltre su documentazione delle ferrovie tedesche da cui raccoglie informazioni sul numero di convogli, questo però richiede di fare delle ipotesi sul numero di persone per treno. Tenendo conto dell'imprecisione delle fonti di riferimento, molti studiosi continuano a ritenere 600.000 un numero non lontano dal vero.
Conosciamo solo due superstiti: Rudolf Reder e Chaim Hirszman. La mancanza di superstiti può essere la ragione per la quale questo lager è così poco conosciuto malgrado l'enorme numero di vittime.

### Il telegramma Höfle

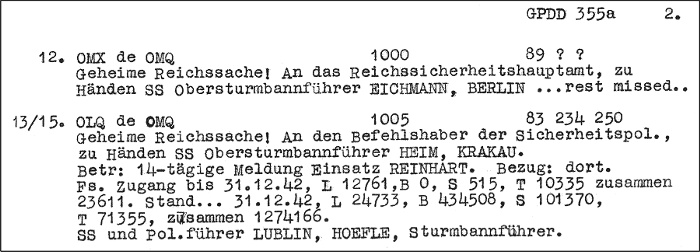
Il telegramma di Höfle

Una nuova e controversa prova nella discussione sulle vittime di Bełżec è stata pubblicata nel 2001 da Stephen Tyas e Peter Witte. Si tratta di un telegramma inviato da Hermann Höfle, capo dello staff dell'operazione Reinhard, in cui si dice che fino al 31 dicembre 1942 nel campo di Bełżec sono stati uccisi 434.508 ebrei. La differenza tra questo valore e le altre stime dipende dalla mancanza di fonti esatte e dettagliate per le statistiche sulle deportazioni.
Bisogna anche tener conto che non è completamente chiaro se il numero di deportati morti durante il trasporto sia incluso nelle somme finali. Considerato lo scopo di compilare statisticamente (in maniera da conoscere il numero totale di vittime della Soluzione finale - i numeri riportati da Höfle vennero utilizzati per la compilazione del rapporto Korherr) probabilmente i deportati morti durante i trasporti sono stati inclusi. Inoltre altre fonti, come il rapporto Westermann, contengono il numero esatto di persone deportate e stime del numero di morti durante il trasporto; questo ci dà un indizio che essi siano inclusi nel conto finale perché sarebbe stato difficile per le autorità di Bełżec conoscere il numero esatto degli assassinati del campo escludendo i morti durante il trasporto (che erano solamente stimati).
Tuttavia, nonostante le molte ipotesi avanzate, non esiste una risposta finale sull'argomento.

## Bełżec nel dopoguerra

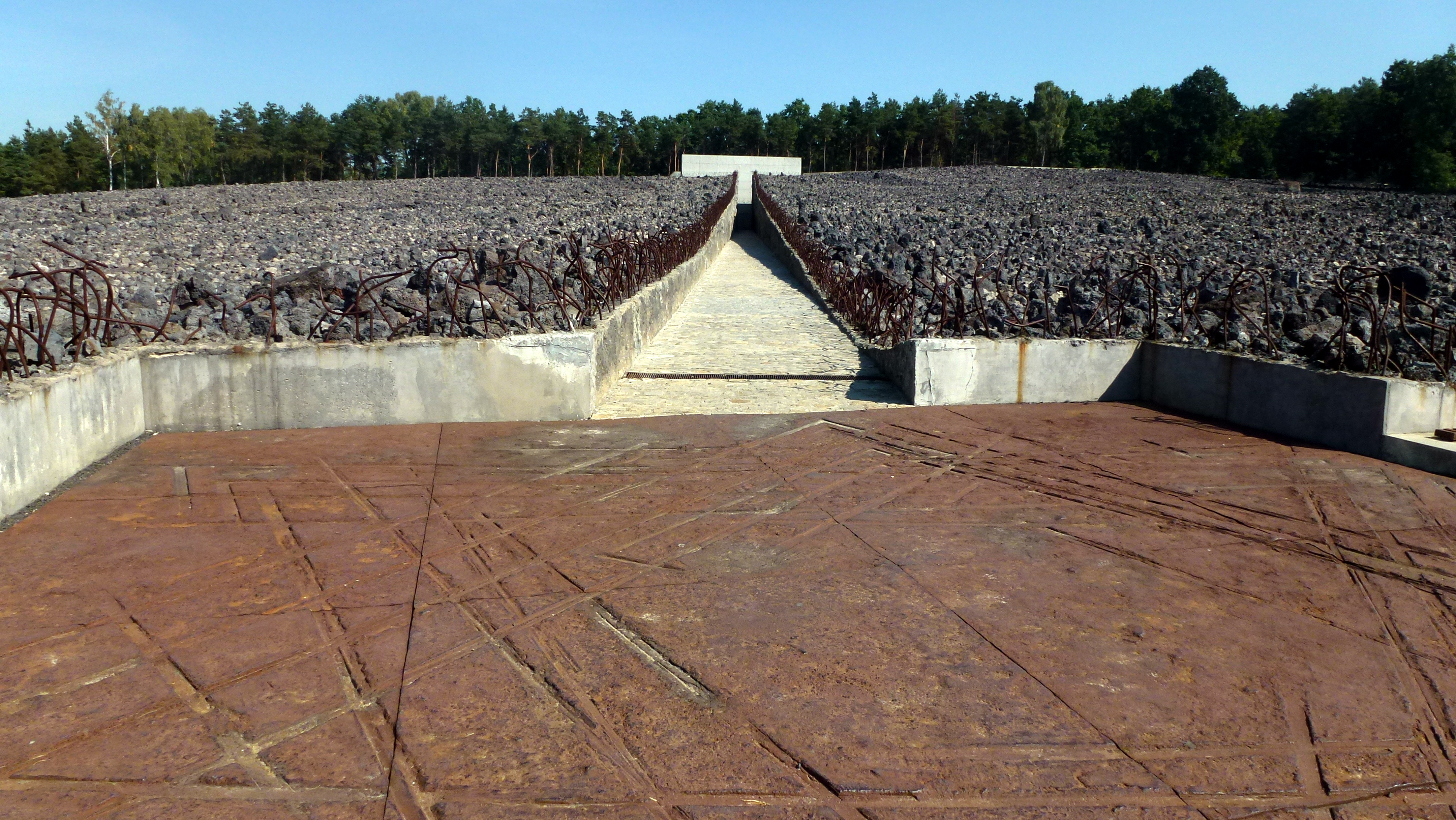
Memoriale nell'area del campo di Bełżec

A causa degli sforzi nazisti di nascondere le prove dell'esistenza del campo alla fine della guerra, quasi tutte le tracce del sito scomparvero. Alcune delle fosse comuni contenenti le vittime, in parte bruciate e poi frettolosamente ritumulate, rimasero, e negli anni successivi al conflitto alcuni abitanti della zona le profanarono alla ricerca di eventuali valori sepolti con i cadaveri. Questa dissacrazione era relativamente ben conosciuta in Polonia e venne ampiamente condannata dalla stampa polacca dell'epoca. Nonostante ciò la pratica continuò per diversi anni e le autorità non furono in grado di trovare un efficace rimedio alle profanazioni. La ricerca dei profanatori continuò fino alla seconda metà degli anni cinquanta.
Negli anni sessanta l'area occupata precedentemente dal campo venne recintata e alcuni piccoli monumenti vennero eretti sul posto. L'area recintata non corrispondeva con la reale superficie di operazioni del campo a causa dello sviluppo commerciale avvenuto nel frattempo su alcune zone precedentemente occupate dal sito di sterminio. A causa dell'isolata posizione sui confini orientali della Polonia solo un piccolo numero di persone visitò l'area prima del 1989. Il campo era ampiamente dimenticato e la manutenzione totalmente trascurata.
Dopo il crollo del regime comunista, avvenuto nel 1989, la situazione iniziò lentamente a cambiare. Un numero crescente di visitatori interessati a visitare i luoghi dell'Olocausto iniziarono ad arrivare a Bełżec. Molti di loro reagirono negativamente alla scarsa manutenzione e cura del sito. Alla fine degli anni novanta vennero eseguite diverse ricognizioni per determinare precisamente l'estensione del campo e capire meglio il funzionamento dello stesso. Gli edifici costruiti dopo la guerra sul sito vennero demoliti e nel 2004 è stato inaugurato un nuovo grande monumento a memoria delle vittime.

## Filmografia
Nel 2005 è stato girato un documentario intitolato Belzec della durata di 100 minuti e diretto dal francese Guillaume Moscovitz. Il documentario si avvale della testimonianza di Rudolf Reder, uno dei pochi sopravvissuti del campo.